# پنتلاندیت
پنتلاندیت (به انگلیسی: Pentlandite) یک سولفید آهن نیکل با فرمول شیمیایی (NiFe)9 S8 از مجموعه کانی هاست. پنتلاندیت دارای دامنه تغییرات باریکی در نسبت نیکل به آهن (Ni:Fe) است، اما معمولاً به صورت ۱:۱ توصیف می‌شود. پندلایت معمولاً در سطوح پایین حاوی کبالت جزئی به عنوان کسری از وزن است.
- محلول در HNO۳ از نظر شکل بلور: ناشناخته
- رنگ: برنزی
- شفافیت: کدر (اپاک)
- شکستگی: صدفی
- جلا: فلزی
- رخ: خوب
- سیستم تبلور: کوبیک (مکعبی)

و در رده‌بندی سولفور است و منشأ تشکیل آن هیدروترمال - ماگمایی است.
پنتلاندیت بلورهای ایزومتریک را تشکیل می‌دهد، اما معمولاً در سنگدانه‌های دانه‌ای عظیم یافت می‌شود. شکننده است با سختی ۳٫۵–۴ و وزن مخصوص ۴٫۶–۵٫۰ را دارد و غیر مغناطیسی است. همچنین رنگ برنزی مایل به زرد و درخشندگی فلزی دارد.
پنتلاندیت به وفور در سنگ‌های اولترامافیک یافت می‌شود که آن را به یکی از مهم‌ترین منابع استخراج نیکل تبدیل می‌کند. همچنین گاهی اوقات در داخل سنگهای گوشته و دریچه‌های هیدروترمال «سیاه دودی» رخ می‌دهد.

## نامگذاری
نام آن برگرفته از دانشمند و طبیعی‌دان ایرلندی جوزف بارکلی پنتلند (۱۷۹۷–۱۸۷۳) است که برای اولین بار به این ماده معدنی در سادبری، انتاریو اشاره کرد. 

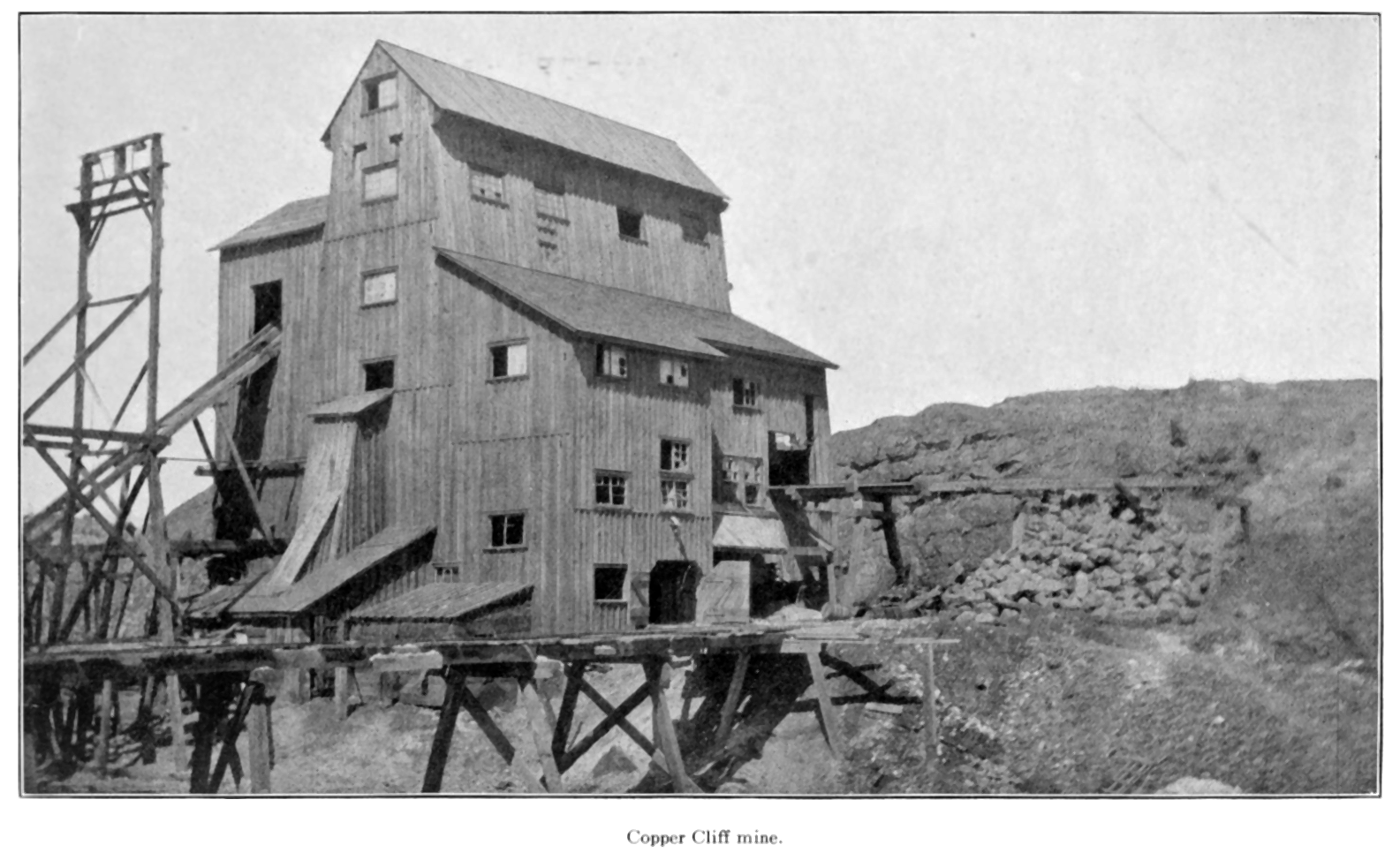
معدن مس کلیف، سادبری، انتاریو (۱۹۱۳)

## شناسایی
خواص فیزیکی و نوری
در این زمینه، پنتلاندیت اغلب با سایر کانی‌های سولفیدی اشتباه گرفته می‌شود، زیرا همگی به رنگ زرد برنجی هستند و درخشندگی فلزی دارند. به همین دلیل، بهترین راه برای تشخیص پنتلاندیت، رنگ کم رنگ تر، عدم مغناطیس و رگه‌های برنزی مایل به قهوه ای روشن است. در مقابل، پیریت، پیروتیت و کالکوپیریت همگی رگه‌های تیره‌تری را نشان می‌دهند:
- سیاه مایل به قهوه‌ای
- سیاه مایل به خاکستری
- سیاه مایل به سبز

هنگامی که به استفاده از میکروسکوپ سنگ معدن، نور بازتابی نگاه می‌شود، دارای ویژگی‌های تشخیص کلیدی مانند شکاف هشت وجهی، و تغییر آن به براوویت، یک کانی سولفیدی بنفش مایل به صورتی تا قهوه ای است که در کریستال‌های ائوهدرال تا هشت وجهی وجود دارد. پنتلاندیت معمولاً به صورت آخال‌های دانه ای در داخل سایر کانی‌های سولفیدی (عمدتا پیروتیت) ایجاد می‌شود که اغلب به شکل رگه‌های نازک یا «شعله‌های آتش» می‌باشد. اگرچه پنتلاندیت یک کانی مات است، اما بازتاب قوی کرمی روشن از خود نشان می‌دهد.
انجمن‌های معدنی

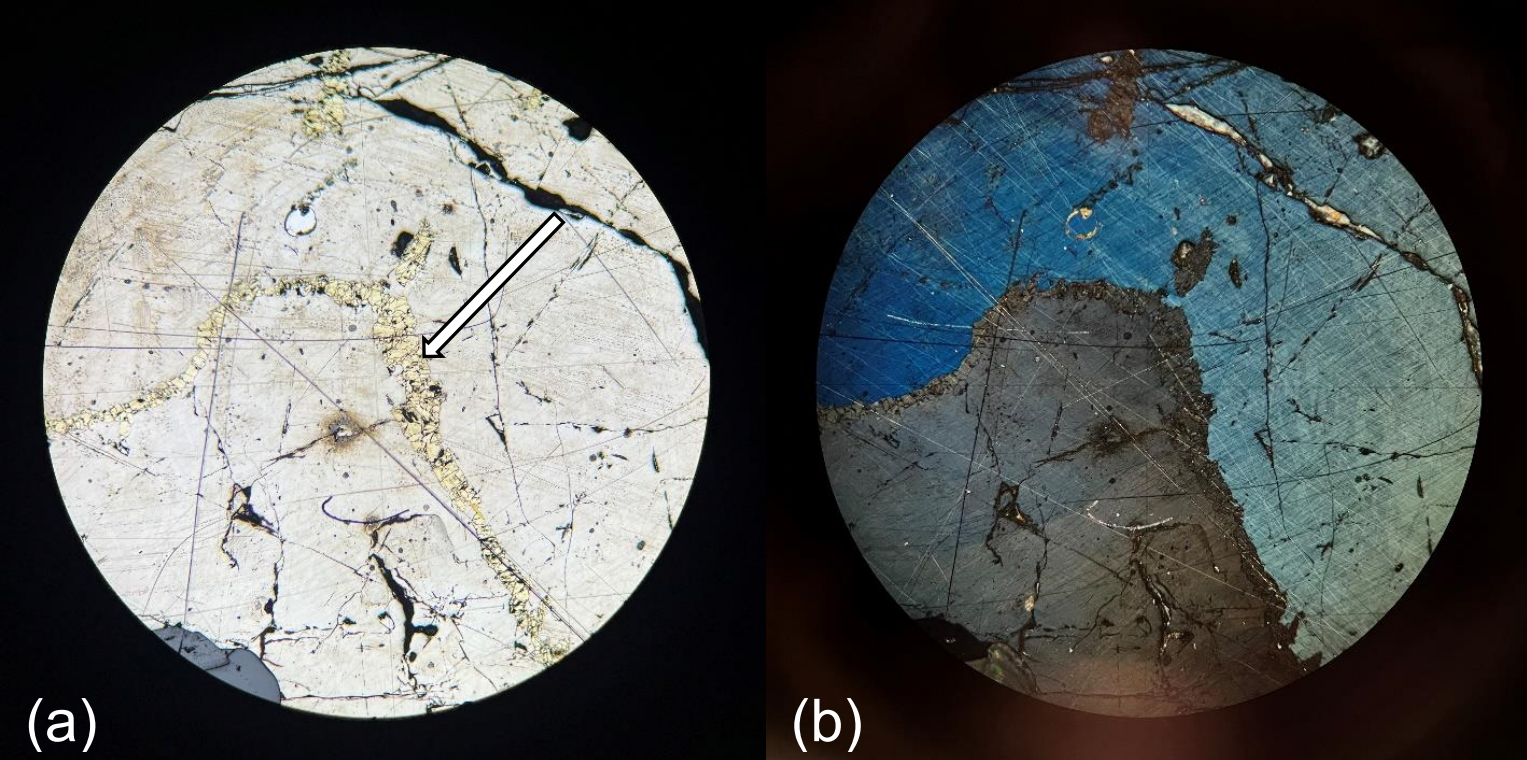
فتومیکروگراف نشان دهنده رشد درونی پنتلاندیت شعله مانند الف) در نور پلاریزه صفحه (PPL) ب) و نور قطبی متقاطع (XPL). (بزرگنمایی ۵ برابر، FOV = ۴ میلی‌متر)

پنتلاندیت در کنار کانی‌های سولفیدی مانند براوویت، کالکوپیریت، کوبانیت، میلریت، پیروتیت، والرییت و همچنین سایر کانی‌ها مانند کرومیت، ایلمنیت، مگنتیت و اسپریلیت وجود دارد. از نظر شیمیایی شبیه به ماکینویت، گودلوسکیت و هورومانیت است.
پنتلاندیت مترادف با فولگریت، هورباشیت، لیل هامریت و نیکوپیریت است.

## گروه پنتلاندیت
گروه پنتلاندیت زیرمجموعه‌ای از کانی‌های کمیاب است که خواص شیمیایی و ساختاری مشابهی با پنتلاندیت دارند، از این رو به این نام می‌گویند. فرمول شیمیایی آنها را می‌توان به صورت XY8 (S, Se)8 نوشت که در آن X معمولاً با نقره، منگنز، کادمیوم و سرب جایگزین می‌شود، در حالی که مس جای Y را می‌گیرد. آهن، نیکل و کبالت توانایی اشغال هر دو را دارند. موقعیت‌های X یا Y این مواد معدنی عبارتند از:
- آرجنتوپنتلاندیت {\displaystyle Ag(Fe,Ni)_{8}S_{8}}
- پنتلاندیت کبالت {\displaystyle Co_{9}S_{8}}
- گفرویت {\displaystyle (Ag,Cu,Fe)_{9}(Se,S)_{8}}
- منگنز-شادلونیت {\displaystyle (Mn,Pb)(Cu,Fe)_{8}S_{8}}
- شادلونیت {\displaystyle (Pb,Cd)(Fe,Cu)_{8}S_{8}}
- سوگاکییت {\displaystyle Cu(Fe,Ni)_{8}S_{8}}

## پاراژنز
پنتلاندیت رایج‌ترین سولفید نیکل زمینی است. معمولاً در هنگام خنک شدن مذاب سولفیدی تشکیل می‌شود. این مذاب‌های سولفیدی به نوبه خود معمولاً در طول تکامل یک مذاب سیلیکات تشکیل می‌شوند. از آنجا که نیکل یک عنصر کالکوفیل است، برای فازهای سولفیدی ترجیح دارد.در مذاب‌های غیراشباع سولفید، نیکل جایگزین سایر فلزات واسطه در کانی‌های فرومگنزی می‌شود که رایج‌ترین آنها الیوین و همچنین انواع نیکلی‌ساز آمفیبول، بیوتیت، پیروکسن و اسپینل است. نیکل به راحتی جایگزین Fe2+ و Co2+ می‌شود زیرا مشابه آنها در اندازه و بار است.
در مذاب‌های اشباع از سولفید، نیکل به عنوان یک عنصر کالکوفیل رفتار می‌کند و به شدت به فاز سولفید تقسیم می‌شود. از آنجا که بیشتر نیکل به عنوان یک عنصر سازگار در فرآیندهای تمایز آذرین عمل می‌کند، تشکیل سولفیدهای نیکل دار اساساً به مذاب‌های مافیک و اولترامافیک اشباع شده از سولفید محدود می‌شود. مقادیر کمی از سولفیدهای نیکل در پریدوتیت‌های گوشته یافت می‌شود.
رفتار مذاب‌های سولفید پیچیده است و تحت تأثیر نسبت‌های مس، نیکل، آهن و گوگرد است. به‌طور معمول، بالاتر از ۱۱۰۰ درجه سانتیگراد، تنها یک مذاب سولفید وجود دارد. پس از خنک شدن تا دمای ۱۰۰۰ درجه سانتیگراد، یک جامد حاوی بیشتر آهن و مقادیر جزئی نیکل و مس تشکیل می‌شود. این فاز محلول جامد مونو سولفید (MSS) نامیده می‌شود و در دماهای پایین ناپایدار است و به مخلوط پنتلاندیت و پیروتیت و (به ندرت) پیریت تجزیه می‌شود. تنها پس از خنک شدن بیش از ۵۵۰ درجه سانتیگراد (۱۰۲۲ درجه فارنهایت) (بسته به ترکیب) است که MSS تحت انحلال قرار می‌گیرد. یک فاز جداگانه، معمولاً یک مایع سولفیدی غنی از مس نیز ممکن است تشکیل شود که پس از سرد شدن باعث ایجاد کالکوپیریت می‌شود.
این فازها معمولاً سولفیدهای توده ای هم دانه ای آفانیتی را تشکیل می‌دهند یا به صورت سولفیدهای منتشر شده در سنگ‌هایی که عمدتاً از سیلیکات‌ها تشکیل شده‌اند وجود دارند. سولفید عظیم ماگمایی بکر به ندرت حفظ می‌شود زیرا بیشتر ذخایر سولفید نیکلیفر دگرگون شده است.
دگرگونی در درجه ای برابر یا بالاتر از رخساره شیست سبز باعث می‌شود که سولفیدهای توده ای جامد به شکل شکل‌پذیر تغییر شکل داده و مقداری مسافت را به داخل صخره روستایی و در امتداد سازه‌ها طی کنند. پس از توقف دگرگونی، سولفیدها ممکن است بافتی برگ‌دار یا برش خورده را به ارث ببرند و معمولاً دانه‌های درخشان و کروی شکل بلورهای پنتلاندیت پورفیروبلاستیک به نام «فلس ماهی» را ایجاد می‌کنند.
دگرگونی همچنین ممکن است غلظت نیکل و نسبت Ni:Fe و نسبت Ni:S سولفیدها را تغییر دهد. در این حالت پنتلاندیت ممکن است با میلریت و به ندرت هیزلوودیت جایگزین شود. دگرگونی ممکن است با متاسوماتیسم نیز همراه باشد، و به ویژه برای آرسنیک معمول است که با سولفیدهای از قبل موجود واکنش نشان دهد و نیکلین، گرسدورفیت و دیگر آرسنیدهای Ni-Co تولید کند.

## وقوع

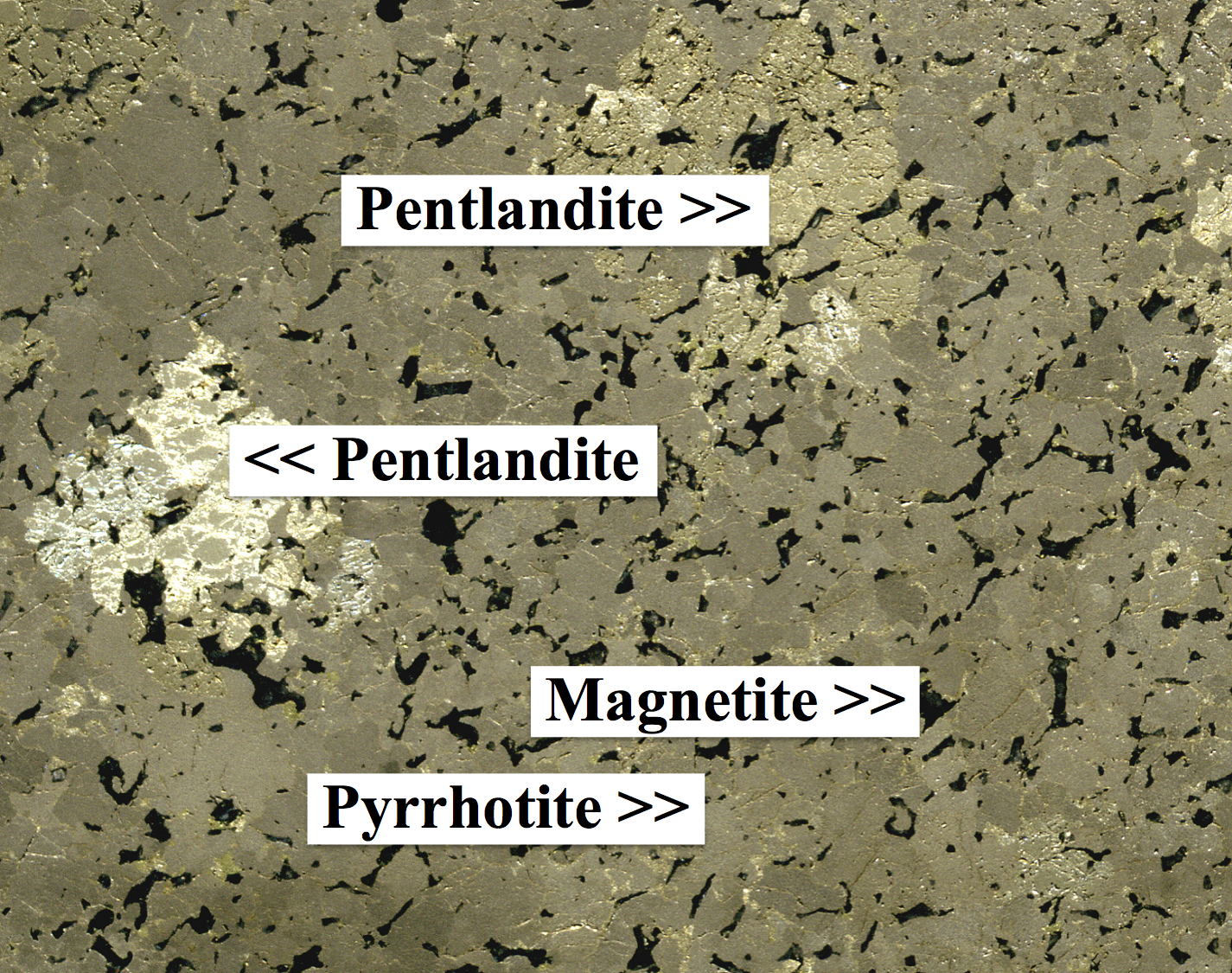
پنتلاندیت در پیروتیت، نمونه سنگ معدن از حوضه Sudbury (میدان دید ۳٫۴ سانتی‌متر)

پنتلاندیت در حاشیه‌های پایین‌تر توده‌های لایه‌ای معدنی یافت می‌شود که بهترین نمونه‌ها عبارتند از:
- مجموعه آذرین بوشولد، آفریقای جنوبی
- مجتمع نفوذی تروکتولیت خلیج Voisey در کانادا
- گابرو Duluth، در آمریکای شمالی

و مکان‌های مختلف دیگر در سراسر جهان. در این مکان‌ها پنتلاندیت از سنگ معدن نیکل مهم به‌شمار می‌رود.
پنتلاندیت همچنین کانی غالبی است که در کانسارهای نیکل کماتییتی نوع کامبالدا وجود دارد که نمونه بارز آن را می‌توان در کراتون یلگارن در استرالیای غربی یافت. ذخایر مشابه در Nkomati، نامیبیا، در کمربند تامپسون، کانادا، و چند نمونه از برزیل وجود دارد.
پنتلاندیت، اما در درجه اول کالکوپیریت و PGEs نیز از ذخایر نیکل غول پیکر نوریلسک در روسیه فراسیبری به دست می‌آیند.
حوضه سادبری در انتاریو، کانادا، با یک دهانه برخورد شهاب سنگ بزرگ مرتبط است. سنگ معدن پنتلاندیت-کالکوپیریت-پیروتیت در اطراف ساختار سادبری از مذاب‌های سولفیدی تشکیل شده است که از ورقه مذاب تولید شده در اثر ضربه جدا شده است.